# Saint-Benoist-sur-Vanne
Saint-Benoist-sur-Vanne är en kommun i departementet Aube i regionen Grand Est (tidigare regionen Champagne-Ardenne) i nordöstra Frankrike. Kommunen ligger  i kantonen Aix-en-Othe som ligger i arrondissementet Troyes. År 2022 hade Saint-Benoist-sur-Vanne 229 invånare.

## Befolkningsutveckling
Antalet invånare i kommunen Saint-Benoist-sur-Vanne
Referens: INSEE